# Lex Plautia Papiria
De Lex Plautia Papiria de civitate van de volkstribunen Marcus Plautius Silvanus en Gaius Papirius Carbo (tribunus plebis in 89 v.Chr.), in 89 (of 90 v.Chr.), gaf aan de burgers van de Italische civitates foederatae bezuiden de Po gelegenheid, zich, mits binnen 60 dagen, bij de praetor urbanus als Romeinse burgers te doen inschrijven.

## Antieke bronnen
- Cicero, Pro Archia 3.
- Velleius Paterculus, Historia Romana II 17.

## Referentie
- art. Plautia Papiria (lex), in J.G. Schlimmer - Z.C. De Boer, Woordenboek der Grieksche en Romeinsche Oudheid, Haarlem, 19203, p. 491.